# Xianyang, Fujian
Xianyang (kinesiska: 仙阳) är en köping i sydöstra Kina. Den ligger i Pucheng härad i staden Nanping i provinsen Fujian, omkring 230 kilometer norr om provinshuvudstaden Fuzhou. Antalet invånare är 23 418. Befolkningen består av 11 485 kvinnor och 11 933 män. Barn under 15 år utgör 20,0 %, vuxna 15-64 år 65 %, och äldre över 65 år 13,0 %.